# Zračna puška
Zračna puška odnosno zračni pištolj je vrsta oružja koje ispaljuje metke uz pomoć sabijenog zraka koji se sabija uz pomoć opruge ili se izbacuje uz pomoć nekog drugog sabijenog plina (ugljični dioksid) koji se dostavlja iz boce pod pritiskom. Zračne puške za razliku od vatrenog oružja ne rabe praškasto pokretačko gorivo kao što je npr. barut. Kao projektile zračna puška ili pištolj može rabiti kuglice, tupo zrno ili strelice. Uobičajeno da je zračno oružje prilagođeno tako da može samo rabiti jednu vrstu projektila a ne obje vrste navedenih projektila.

## Povijest
Prve zračne puške razvijene su tokom 16. stoljeća, a najstariji sačuvani primjer zračne puške iz 1590. godine nalazi se u Kraljevskom muzeju oružja u Stockholmu. Tokom 17. stoljeća zračne puške se rabe za lov jelena i divljih svinja, i za te potrebe rabili su se kalibri .30 i .51. Sistem rada puške zasnivao se oko ručne pumpe koja bi napunila spremnik sa zrakom pod pritiskom, s tim da bi nakon što bi spremnik došao do radnog pritiska omogućavao izbacivanje zrna brzinom od 200-300m/s. Zračne puške iz tog vremena imale su sljedeće prednosti s obzirom na tadašnje primitivno vatreno oružje koje je rabilo crni barut:
- moglo se rabiti u kiši
- manje zvuka prilikom izbacivanja zrna za razliku od vatrenog oružija istog kalibra
- odsutnost dima
- odsutnost bljeska
- odsutnost vatre
- nije utjecalo na vid, ždrijelo, dišni trakt i pluća korisnika
- brži ciklus punjenja i pražnjenja - više hitaca
- manji trzaj

Zbog ovih prednosti mnoge europske vojne sile rabile su zračne puške u svojim jedinicama, osobito u jedinicama s posebnim namjenama. Tako na primjer Hasburgška Monarhija i Francuska rabile su zračne puške u svojim snajperskim jedinicama. Zbog svojih svojstava primjerice niske buke i ne postojanja vizualnih sistema odavanja položaja korisnika zračne puške imale su veliku prednost na bojišnici, za razliku od vatrenog oružja tog vremena.
Poznatiji vojni model iz 18. stoljeća bila je austrijska "Windbüchse" koja je bila razvijena između 1768 do 1769 i koja je ušla u službenu uporabu 1770. godine.  Dizajner i proizvođać bio je urar, mehaničar i oružar Bartholomäus Girandoni (1744–1799). U stručnoj literaturi on je poznat kao "Girandony" ili kao "Girardoni". Windbüchse je imala sljedeća svojstva:
- dužina cijevi: 1.2 m
- kalibar: .51
- težina: 4.5kg
- magazin: dvije kugle .51 CAL (13mm)
- promjenjivi spremnik s kompriminarim zrakom
- ciklus punjenje/ispaljivanje za magazin: 30 sekundi
- probojnost:  drvena ploča debljine od jednog cola (25mm) na udaljenosti od 100 koraka (76.2m), slična efikasnost kao kod modernog 9mm-tog pištolja

Razvoj zračnog oružja nastavljeno je kroz razdoblje 18. i 19. stoljeća. Između 1820. – 1830. godine japanski izumitelj Kunitomo Ikkansai dizajnirao je i izradio elegantne zračne puške 
. Sve do kasnih 1880-tih zračne puške bile su zanatski proizvod koje su izrađivali oružari u malim serijama. Jačanjem domaćeg tržišta u SAD-u i stvaranjem srednjeg sloja, u SAD-u se pojavilo tržišna tražnja za oružjem koje je bilo jefino za proizvoditi i rabiti. Mnoge tvrtke u SAD-u koje su se bavile s preradnjom metala otisnule su se u proizvodnji zračnog oružja. Na primjer 1876. godine američka tvrtka Pope Brothers je na tržište izbacila zračni pištolj Pope’s Target Air Pistol u kalibru .45 CAL koja se tada prodavala za USD$5.00. Kao zrno rabila je strelice koje su se prodavale za USD$0,25 za 12 strelica. U isto vrijeme pojavile su se zračne puške koje su imale sličnu cijenu. Mnoge američke tvornice izrađivale su zračno oružje u malim serijama i u malim tvornicama u malim serijama s uglavnom nestandardnim dijelovima. No zračne puške nisu se još mogle takmičiti s malokalibarskim puškama u kalibru .22 koje su 1902. godine koštale oko USD$2,50 i USD$0,21 za sto metaka u kalibru .22., za razliku zračni pištolj se mogao kupti za USD$3,65 dok se zračna puška prodavala za USD$3,60 zrna za zračnu pušku u kalibru .22 prodavala su se za $0,21 za 100 komada. Prva masovno tvornički proizvedena zračna puška Challenger tvrke  W.F. Markham Co.  proizvedena je 1888. godine.